# Jamaat Ansarullah
Jamaat Ansarullah je militantní skupina, která pochází z Tádžikistánu. Je napojená na Al – Káidu. Skupina působí převážně v severním Afghánistánu. Skupinu podporují také organizace z Uzbekistánu.

## Historie
Jamat Ansarullah byla založena v roce 2006. Velitel byl Amridin Tabarov. Skupina se skládala z islamistických bojovníků a bojovníků opozice z občanské války v Tádžikistánu (1992–1997). V roce 2010 skupina provedla úspěšný teroristický útok na policejní stanici ve městě Khujand v Tádžikistánu.  Tři policisté byli zabiti a 25 lidí zraněno. Skupina byla v roce 2012 zakázaná vládou Tádžikistánu. V roce 2015 byl zakladatel Tabarov zabit afghánskými bezpečnostními jednotkami. V roce 2021 nástupce Arsalon plánoval ozbrojenou invazi do Tádžikistánu.  V roce 2023 vzrostla aktivita skupiny v rámci propagandistických videí a aktivity v online prostoru. Dne 13. dubna 2023 proběhla schůzka států sousedících s Afghánistánem, kde je stále skupina vedena jako teroristická, s velkou hrozbou pro bezpečnost v regionu.

## Cíle
Cíl skupiny je podobný jako ostatních džihádistických skupin, tedy šíření islámského extrémismu, prosazení fundamentálního islámu v Tádžikistánu a proměna Tádžikistánu na islámský emirát podobný v Afghánistánu.

## Operace
V roce 2010 provedla pokus o teroristický útok v Dušanbe. Skupina se účastnila bojů v údolí Karategin 2010-2011. Skupina operuje na severu Afghánistánu, kde má na starost chránit hranici s Tádžikistánem. 6. září 2023 byli zabiti tři členi Jamaat Ansarullah.

## Lidské zdroje
Skupina získává lidi ze sousedních států. Velká část ovšem pochází z druhé a třetí generace původních bojovníků.